# Rome Adventure
Rome Adventure  (Brasil: O Candelabro Italiano ) é um filme estadunidense de 1962, dos gêneros drama e romance, dirigido e roteirizado por Delmer Daves, baseado no romance Lovers Must Learn, de Irving Fineman.

## Sinopse
Em busca de romance e aventura, jovem americana viaja a Roma, onde seu coração oscilará entre um estudante americano e um descendente de nobres italianos.

## Elenco
- Troy Donahue ....... Don Porter
- Angie Dickinson ....... Lyda Kent
- Rossano Brazzi ....... Roberto Orlandi
- Suzanne Pleshette ....... Prudence Bell
- Constance Ford ....... Daisy Bronson
- Al Hirt .......  Al Hirt
- Hampton Fancher ....... Albert Stillwell
- Iphigenie Castiglioni ....... Condessa
- Chad Everett
- Gertrude Flynn ....... Mrs. Riggs
- Pamela Austin ....... Agnes Hutton
- Lili Valenty ....... Angelina
- Mary Patton ....... Mrs. Helen Bell
- Maurice Wells   Mr. Bell